# Dan McCafferty (альбом)
Dan McCafferty — дебютный сольный студийный альбом вокалиста шотландской рок-группы Nazareth Дэна Маккаферти вышедший в 1975 году на Mountain Records в Великобритании и A&M Records в США. Пластинка полностью состоит из кавер-версий на песни исполнителей 1950-х — 1960-х годов.

## История записи
Перед началом записи альбома Close Enough for Rock 'n' Roll музыканты группы Nazareth взяли небольшую паузу. Во время неё вокалист группы Дэн Маккаферти начал работу над своим сольным альбомом. Его партнер по основной работе, Мэнни Чарлтон, взял на себя обязанности продюсера и соло-гитариста. Бывший продюсер Nazareth Роджер Гловер (продюсировал альбомы Razamanaz, Loud 'n' Proud и Rampant) сыгрыл партии бас-гитары, а участники группы The Sensational Alex Harvey Band (SAHB) Зэл Клеминсон, Хью Маккена и Тед Маккена сыграли соответственно на гитаре, клавишных и ударных. Для записи альбома музыканты собрались в студии Basing Street в Лондоне, а позже альбом был смикширован в Air Studios так же в Лондоне.

## Обложка
На обложке изображен задумчивый Маккаферти, небрежно наливающий вино в кубок. Автором обложки является американский художник Джо Петаньо, известный по своим работам с Led Zeppelin, Nazareth, Motörhead и др.

## Обзор песен
Начинающаяся с бас-гитары Гловера «The Honky Tonk Downstairs», где так же присутствует сдвоенное гитарное соло от Чарлтона и Клеминсона, в оригинале было представлена на альбоме Джорджа Джонса «George Jones Sings the Songs of Dallas Frazier» (1968). Автором композиции является американский кантри-музыкант Даллас Фрейзер.
«Cinnamon Girl» Нила Янга с его альбома «Everybody Knows This Is Nowhere» (1969) выделяется игрой на органе, и шепчущим вокалом Маккаферти. Клеминсон выдаёт два выразительных соло ближе к концу трека.
«The Great Pretender» в оригинале была записана группой The Platters в 1955 году. Песня знаменита тем, что в разное время её исполняли такие музыканты, как Долли Партон, Рой Орбисон, The Band, Адриано Челентано (на итальянском) и Фредди Меркьюри.
«Boots Of Spanish Leather» — это второй кавер на песню Боба Дилана (альбом «The Times They Are a-Changin’» (1964)) в карьере Маккаферти. Песня исполнена близко к оригиналу, в отличие от радикального переосмысления, которое Nazareth привнес в «The Ballad of Hollis Brown» на альбоме «Loud ’n’ Proud» (1974).
«Watcha Gonna Do About It» первоначально была записана американской певицей Дорис Трой и в 1964 году заняла 37-е место в чарте Великобритании. Позже песня появилась на альбоме группы The Hollies «Stay With the Hollies» того же года.
Вторая сторона альбома открывается треком «Out of Time» группы The Rolling Stones с альбома «Aftermath» (1966). На данном кавере присутствуют духовые инструменты, струнная секция и женский бэк-вокал.
Песня «You Can't Lie to a Liar» впервые была записана Китти Уэллс в 1962 году. На данном альбоме колориту песне придаёт скрипка.
Следующий трек — это фортепианная баллада «Trouble» в оригинале исполненная американской группой Little Feat и вошедшая на их альбом «Sailin' Shoes» (1972).
Кавер на «You Got Me Hummin'», записанную в 1966-м году американским дуэтом Сэм и Дэйв, отличается от оригинала своей тяжестью.
Альбом заканчивается балладой «Stay With Me Baby». Данная песня первоначально была записана в 1966 году американской певицей Лоррейн Эллисон.

## Список композиций
| №                   | Название                    | Автор(ы)                   | Длительность |
| ------------------- | --------------------------- | -------------------------- | ------------ |
| 1.                  | «The Honky Tonk Downstairs» | Даллас Фрейзер             | 3:45         |
| 2.                  | «Cinnamon Girl»             | Нил Янг                    | 4:21         |
| 3.                  | «The Great Pretender»       | Бак Рэм                    | 2:33         |
| 4.                  | «Boots of Spanish Leather»  | Боб Дилан                  | 4:09         |
| 5.                  | «Watcha Gonna Do About It»  | Дорис Пэйн, Грэгори Кэррол | 3:57         |
| Общая длительность: | Общая длительность:         | Общая длительность:        | 19:35        |

| №                   | Название                  | Автор(ы)                          | Длительность |
| ------------------- | ------------------------- | --------------------------------- | ------------ |
| 6.                  | «Out of Time»             | Мик Джаггер, Кит Ричардс          | 3:52         |
| 7.                  | «You Can't Lie to a Liar» | Синти Черчилл, Пол Хэмптон        | 3:07         |
| 8.                  | «Trouble»                 | Лоуэлл Джордж                     | 2:22         |
| 9.                  | «You Got Me Hummin'»      | Дэвид Портер, Айзек Хейс          | 4:12         |
| 10.                 | «Stay With Me Baby»       | Джордж Дэвид Вайс, Джерри Раговой | 4:30         |
| Общая длительность: | Общая длительность:       | Общая длительность:               | 18:13        |

## Участники записи
| - Дэн Маккаферти — вокал - Мэнни Чарлтон — гитара - Зэл Клеминсон — гитара - Роджер Гловер — бас-гитара, перкуссия - Хью Маккена — клавишные - Тед Маккена — ударные, перкуссия - Барри Сент-Джон — бэк-вокал - Хелен Чаппелл — бэк-вокал - Джоанни Уильямс — бэк-вокал - Джон Перри — бэк-вокал (трек 7) - Лиза Страйк — бэк-вокал (трек 6) - Тони Риверс — бэк-вокал (трек 3) - Крис Мерсер — тенор-саксофон - Грэм Прескетт — скрипка - Мартин Форд — аранжировка духовых и струнных (треки 6, 10) | - Мэнни Чарлтон — продюсер - Джон Пантер — звукоинженер - Дэйв Хатчинс, Майк Селларс, Пол Нанн, Шон Миллиган — ассистенты звукоинженера - Джо Петаньо — автор обложки, иллюстрации |

## Чарты
| Год  | Сингл         | Чарт             | Высшая позиция |
| ---- | ------------- | ---------------- | -------------- |
| 1975 | «Out of Time» | UK Singles Chart | 41             |